# Tetrix nonmaculata
Tetrix nonmaculata är en insektsart som beskrevs av Zheng, Z. och X. Ou 2004. Tetrix nonmaculata ingår i släktet Tetrix och familjen torngräshoppor. Inga underarter finns listade i Catalogue of Life.